# Kirche von Lokrume

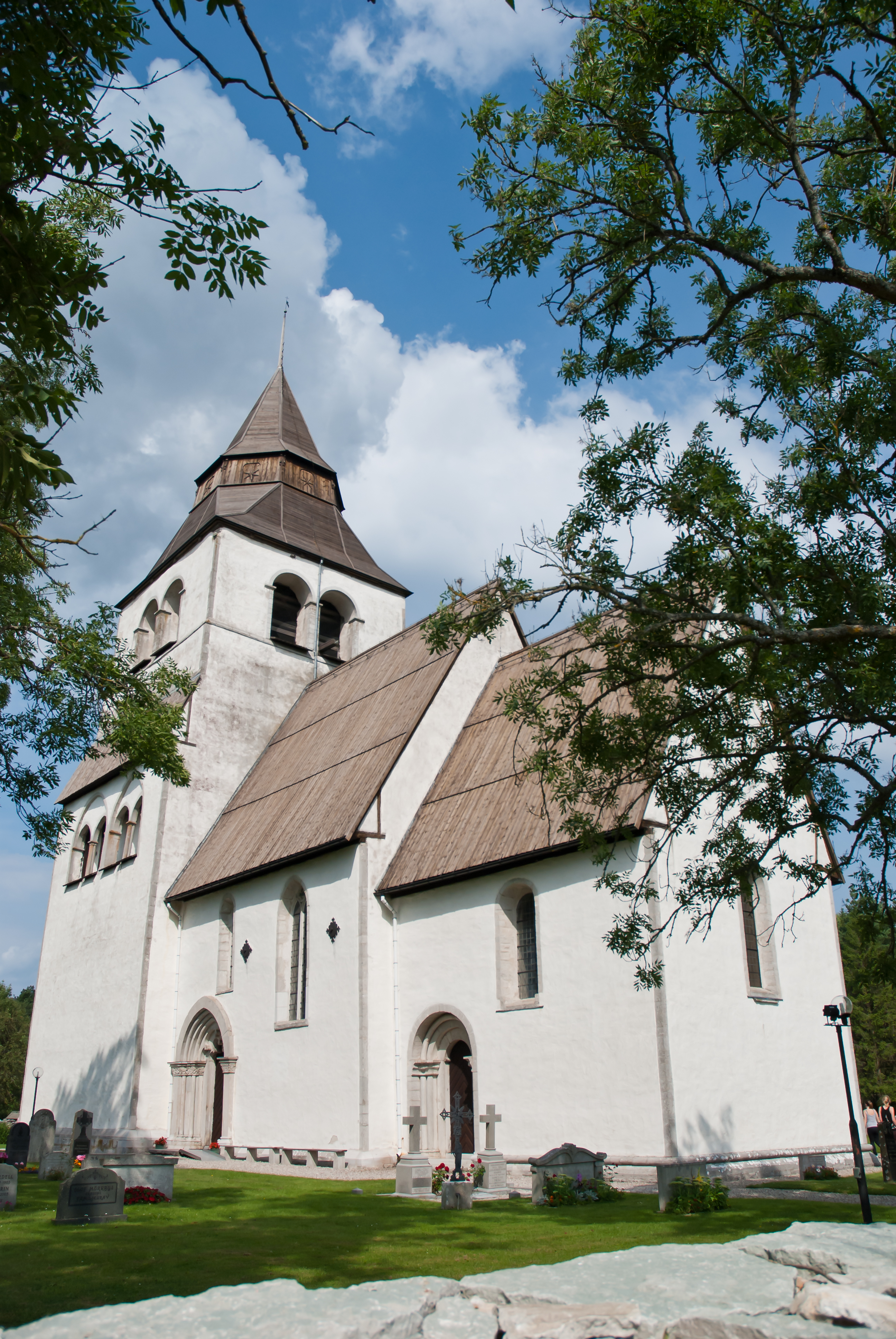
Kirche von Lokrume

Die Kirche von Lokrume ist eine Landkirche, die seit 2007 zur Kirchengemeinde (schwedisch församling) Väskinde (vorher Lokrume församling) im Bistum Visby gehört. Sie liegt im Landesinnern der schwedischen Insel Gotland, 15,5 km nordöstlich von Visby und 6,5 km südlich von Tingstäde.

## Kirchengebäude
Gegen Ende des 12. Jahrhunderts stand hier eine ältere Steinkirche. Teile davon flossen in die Nordwand des heutigen Kirchengebäudes ein. Im ersten Teil des 13. Jahrhunderts wurde ein neuer Chor mit Rippengewölbe gebaut, wahrscheinlich nach dem Vorbild der Sankt Trinitatiskirche in Visby, die heute eine Ruine ist. Man setzte den Bau mit dem Langhaus fort und errichtete schließlich den Kirchturm, Lokurm boddu genannt. Dieser war 1277 fertig und die Kirche wurde im selben Jahr eingeweiht. Um 1250 wurde eine Bemalung die ein Gemäuer aus großen Quadern imitiert, im Triumphbogen angebracht. Die Akanthusranken der Sakristei sind vom Anfang des 18. Jahrhunderts. Die oberen Teile des Turms sind umgebaut und die Turmspitze wird auf 1752 datiert.

## Ausstattung
Das Christusbild des Triumphkreuzes ist auf das 12. Jahrhundert datiert und wird als eines vom älteren Typ angesehen, der im Zusammenhang mit dem Werk des so genannten Viklausmeisters gesehen wird.   Der Taufstein wird dem Steinmetz Majestatis zugeschrieben und ist ungefähr von 1160. Die Kanzel ist aus dem 17. Jahrhundert und der Altar von 1707.